# Gerda Strömberg

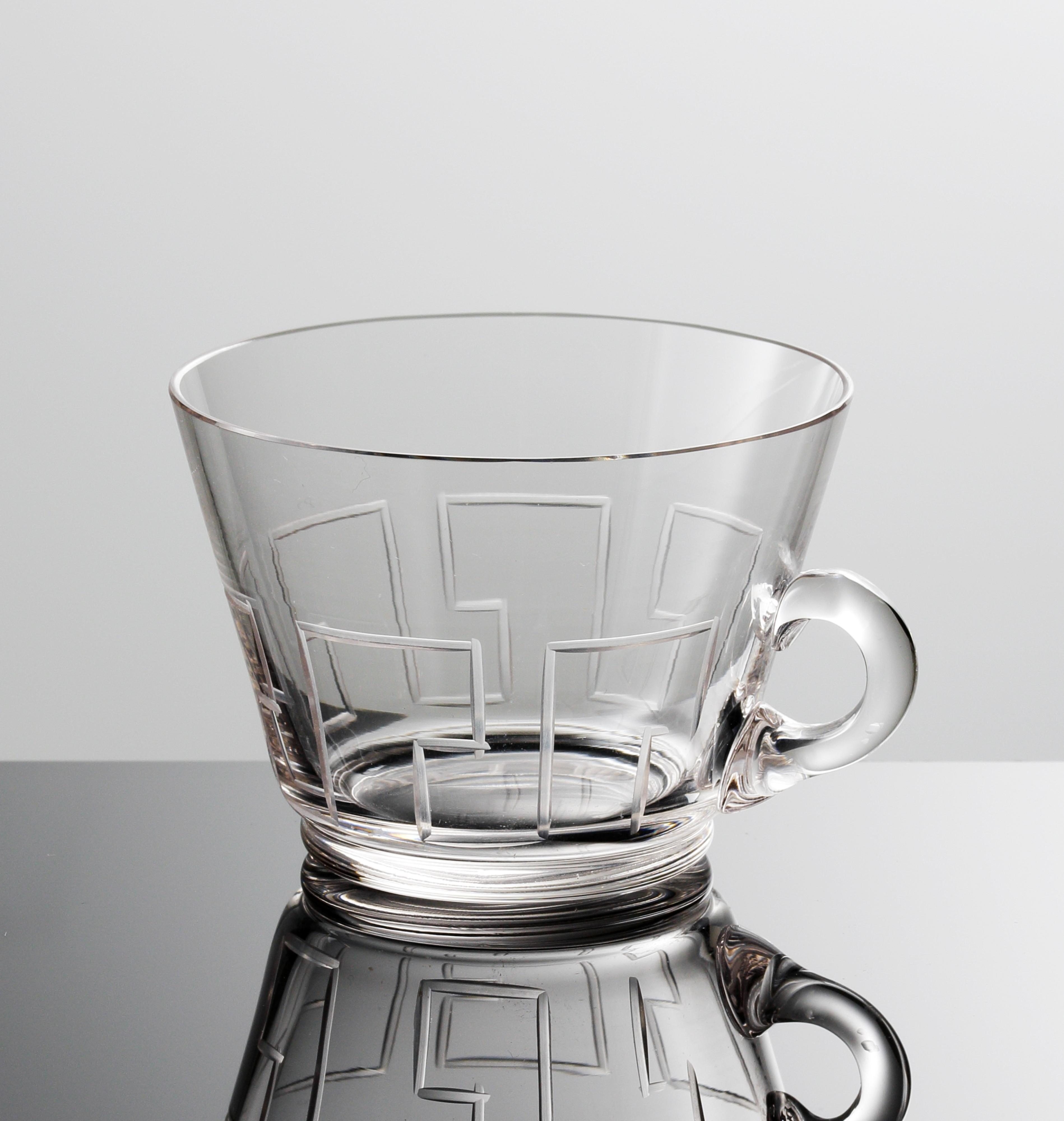
Punschkopp formgiven av Gerda Strömberg under 1930-talet för Eda glasbruk.

Gerda Helga Elisabeth Strömberg, född Svensson 25 januari 1879 i Nottebäcks socken, Kronobergs län, död 16 februari 1960 i Växjö, var en svensk glaskonstnär.

## Biografi
Gerda Strömberg var dotter till brukspatronen på Klavreströms bruk Nils Svensson och Hulda Pettersson. Hon gifte sig 1903 med glasteknikern Edvard Strömberg, som då var hyttmästare vid Kosta glasbruk och som samma år övertog Sandviks glasbruk. Det var på Sandvik som Gerda Strömberg inledde sitt arbete som glasformgivare. Senare kom hon att vara verksam på Orrefors glasbruk, där hennes make var chef 1918–27, samt på Eda glasbruk, där han var disponent 1927–35. Det var under den sistnämnda perioden som hennes verk började ställas ut: på en utställning i Jönköping och en på NK i Stockholm, båda 1928, samt på Stockholmsutställningen 1930.
Edvard Strömberg övertog 1933 Lindefors glasbruk som kom att bli känt som Strömbergshyttan. Där tillbringade Gerda Strömberg resten av sitt yrkesverksamma liv, fram till makens död 1946, då hon flyttade till Växjö. Under perioden på Strömbergshyttan skapade hon glaspjäser som karakteriserades av en enkel, enhetlig stil med sparsam ornamentering och svagt tonade färger. De mottogs positivt av kritiker både i Sverige och utomlands, och visades bland annat på världsutställningarna i Paris 1937 och i New York 1939, på Röhsska konstslöjdmuseet i Göteborg 1951, samt vid tre tillfällen – 1937, 1949 och 1954 – på Nationalmuseum i Stockholm.
Gerda Strömberg erhöll flera utmärkelser: Pro Patrias medalj 1934, Vasamedaljen 1939 och hedersdiplom vid Milanotriennalen 1951. Strömberg är representerad på Nationalmuseum, Röhsska museet, Prins Eugens Waldemarsudde, Smålands museum i Växjö, Metropolitan Museum of Art i New York, Museum of Modern Art i New York och på Victoria and Albert Museum i London.